# مسجد كامبونج باتو مارانج
مسجد كامبونج باتو مارانج يقع المسجد على بعد حوالي عشرين كيلومتر من مدينة بندر سري بكاوان عاصمة بروناي .

## البناء
تم اكتمال بناء مسجد كامبونج باتو مارانج وافتتاحه في التاسع والعشرين من شهر شعبان من العام 1416 هـ الموافق التاسع عشر من شهر يناير من عام 1996، تم البناء في موقع أرض تقدر مساحتها بجوالي 5 فدان، وبلغت تكلفة بناء المسجد حوالي 3,000،000.00 دولار.

## مرافق المسجد
قدرة مسجد كامبونج باتو مارانج الاستيعابية تبلغ 1,000 مصلي في وقت واحد، ومن بين التسهيلات المتاحة في المسجد وجود قاعة متعددة الأغراض، بالإضافة لوجود غرف لكبار الشخصيات، وأيضا يوجد في المسجد مكتبة ومعدات استكمال الجنازة .

## وصلات خارجية
- موقع مسجد كامبونج باتو مارانج على الخريطة